# Barranco Guiniguada
Guiniguada es el nombre de un barranco natural situado en la vertiente nordeste de la isla de Gran Canaria (Canarias, España). 
Nace en el centro de la isla, a unos 1850 metros y se desarrolla hacia la capital grancanaria. En su recorrido de tan sólo 22 kilómetros se encuentra (en orden descendente) con las municipios de Vega de San Mateo, Santa Brígida y Las Palmas de Gran Canaria, en los cuales forma diversos valles donde abundan los cultivos y pequeños caseríos.
La cuenca del Guiniguada acoge a una población que ronda las 380 000 personas, suponiendo aproximadamente el 50 % de la población total de la isla.

## Reseña histórica
Se cree que el barranco Guiniguada marcaba la línea separatoria entre los dos guanartematos (reinos aborígenes) de Gáldar y de Telde, que existían en Gran Canaria justo antes de la conquista castellana. Ocurriese así o no, lo cierto es que fue en su desembocadura donde la expedición comandada por Juan Rejón fundó el Real de Las Palmas y donde poco tiempo después tendría lugar la batalla del Guiniguada, que proporcionaría a los castellanos el control de la esquina noreste de la isla.